# Future Systems

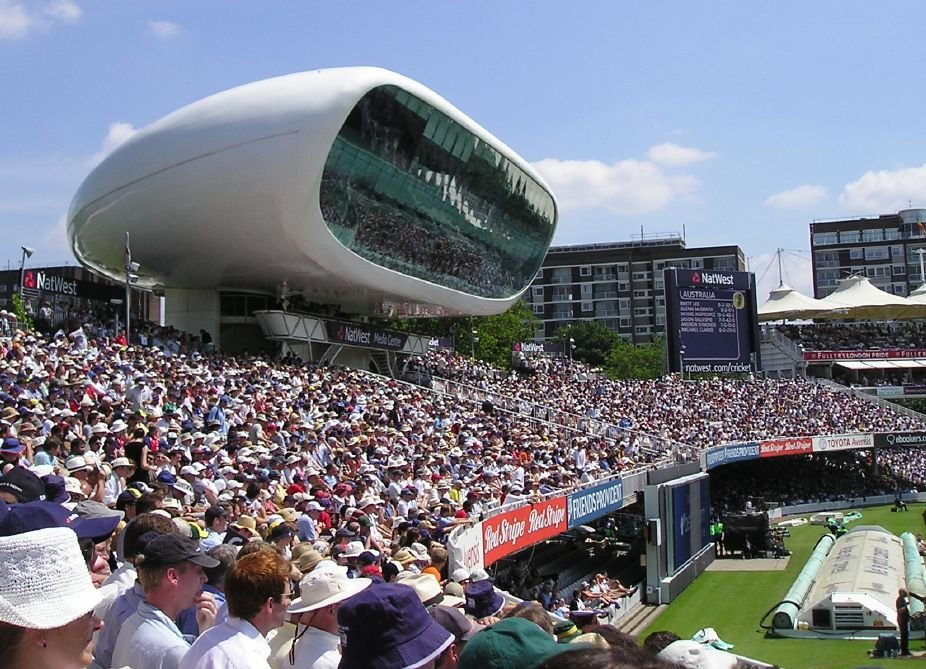
Tiskové a mediální centrum Lord's Media Centre centrum na kriketovém stadionu Lord's Cricket Ground v Londýně

Future Systems byla britská architektonická kancelář se sídlem v Londýně, kterou v roce 1979 založil architekt českého původu Jan Kaplický s Davidem Nixonem. Po jeho odchodu do USA v roce 1989 se Kaplického partnerkou ve firmě stala Britka Amanda Levete.

## Architektonická tvorba
Kancelář byla známa svým inovativním přístupem, aplikací nových technologií a netradičním designem. Firma hledala inspiraci v přírodě a pro řadu jejich staveb jsou typické zaoblené organické tvary, kancelář zastupovala architektonický styl blobitecture/blobism.
Design tvoří méně medializovanou a stejně podstatnou součást práce studia. V 80. letech kancelář spolupracovala pro NASA a dnes lze realizace Future Systems najít na několika kontinentech. Návrhy designu zahrnují od kancelářského nábytku, přes lampy či skleničky až po elektromobil.
K nejvýznamnějším realizovaným projektům patří mediální centrum na kriketovém hřišti Lords v Londýně (Lord's cricket), pontonový most v londýnských docích, obchodní centrum Bull Ring (Birmingham, Anglie) nebo obchodní dům Selfridges. Za projekt tiskového centra postaveného v letech 1994–9 získala kancelář v roce 1999 Stirlingovu cenu za architekturu.

## Dílo

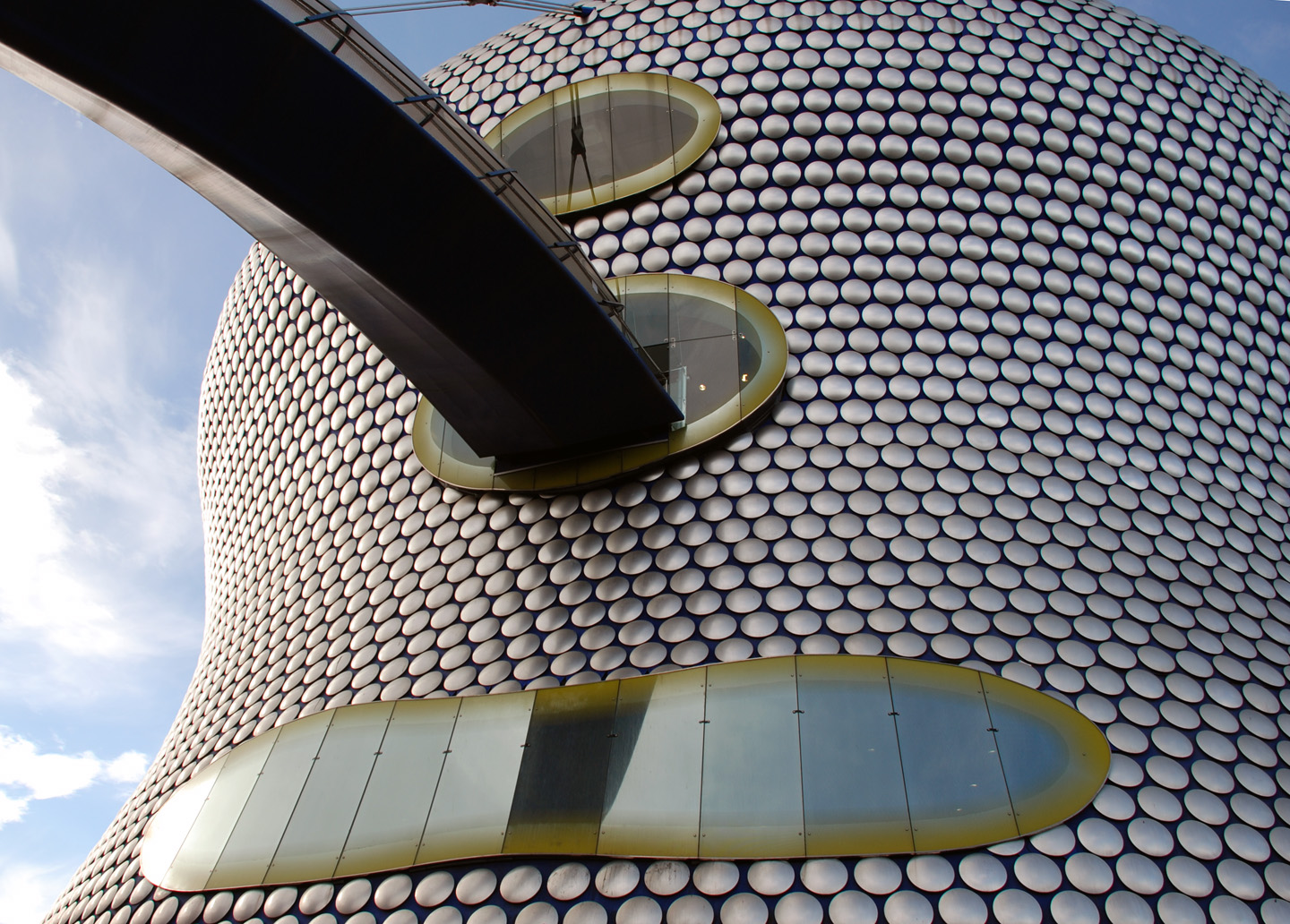
Obchodní dům Selfridges nacházející se v Birminghamu

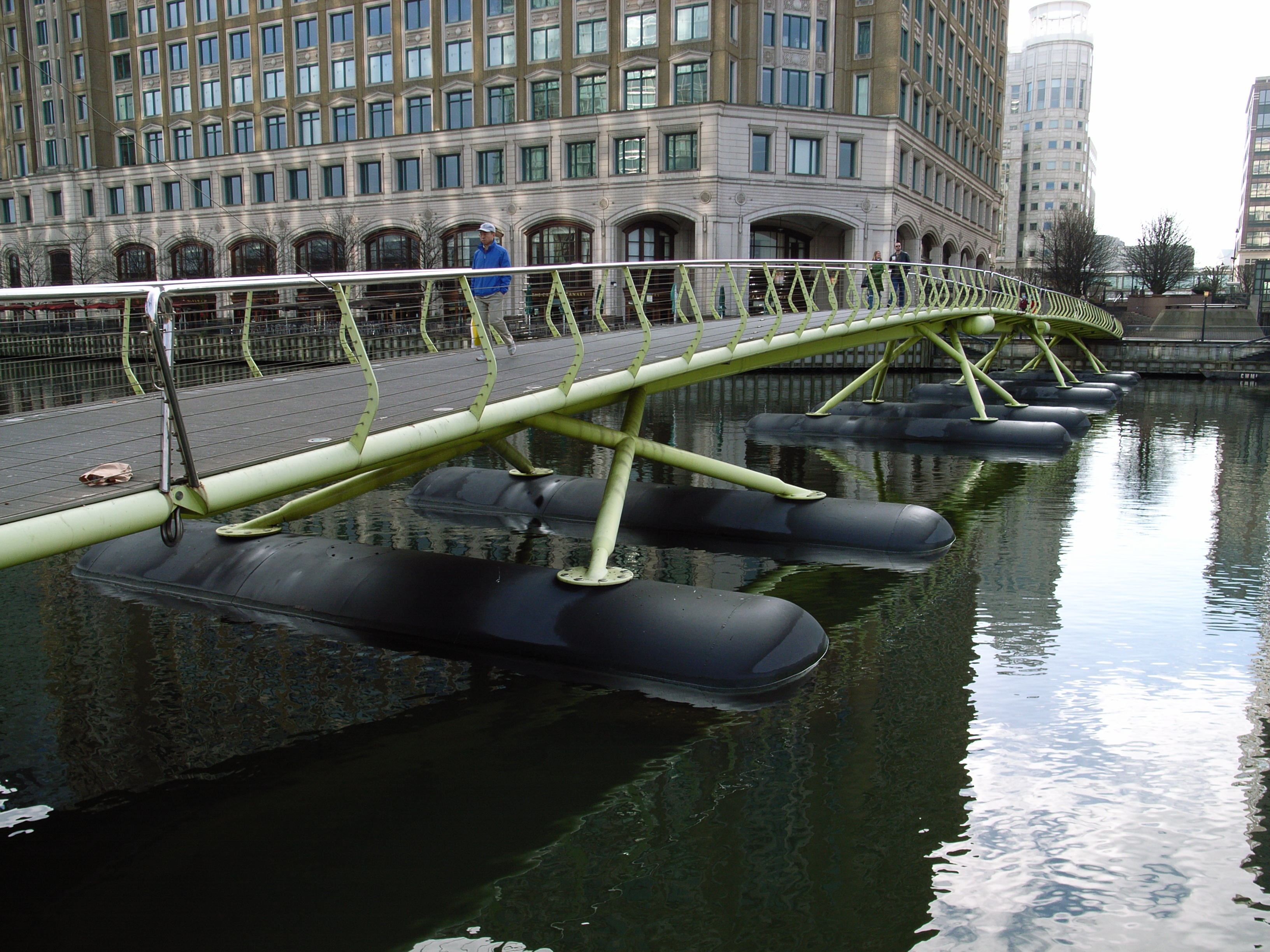
Most pro pěší Docklands Floating Bridge v Londýně

- Butik Way-in v obchodním domě Harrods, Londýn (1984, spolupráce s Evou Jiřičnou)
- Národní knihovna, Paříž (1989) – nerealizováno, druhé místo v architektonické soutěži
- Green Bird, Londýn (1990) – nerealizováno, projekt stopatrového mrakodrapu
- Hauer-King House, Londýn (1992) – rodinný dům
- Docklands Floating Bridge, Londýn (1994) – pontonový most
- Lord's Media Centre, Londýn (1994) – tiskové centrum na londýnském kriketovém stadionu. Oceněno cenou Stirling Prize.
- Dům ve Walesu, Jižní Anglie (1994)
- Butik Comme des Garçons, New York, Tokyo a Paříž (1997–1998)
- Obchodní dům Selfridges, Birmingham (1999)
- Příbory a jídelní servis navržené pro výrobce Alessi (2004)
- Muzeum Enza Ferrariho, Modena – (březen 2012)
- Národní knihovna na Letné, Praha (2006) – nerealizováno, neoprávněný vítěz architektonické soutěže
- Golfový klub Volavka, Konopiště (2008) – projekt

### Česko
Ateliér doposud v České republice nerealizoval žádný projekt. Kancelář zvítězila v mezinárodní architektonické soutěži pro novou budovu Národní knihovny v Praze, ale realizace vítězného návrhu se nakonec neuskutečnila. V srpnu 2008 bylo zveřejněno, že Future Systems navrhl Koncertní a kongresové centrum Antonína Dvořáka pro České Budějovice. Architektonická studie v podobě zvlněného černého trojúhelníku je přirovnávána k rejnokovi, ležící ženě, kytaře či předhůří Šumavy. V roce 2016 projevila zájem pražská radnice o realizaci stavby „rejnoka" v Praze. Autobusová zastávka inspirována blobem který měl stát na Letné byla postavena v roce 2011 na brněnské zastávce hromadné dopravy a čtvrti Lesná, má půdorys 7x7 metrů a je vysoká 4 m, na jejím návrhu se nepodílel Jan Kaplický ani Future Systems, navrhl ji fanoušek Jana Kaplického Martin Felgr.
- Národní knihovna na Letné, Praha (2007) – nerealizováno
- Koncertní a kongresové centrum Antonína Dvořáka, České Budějovice (2008) – nerealizováno, možná bude realizováno v Praze[3]

## Odkazy

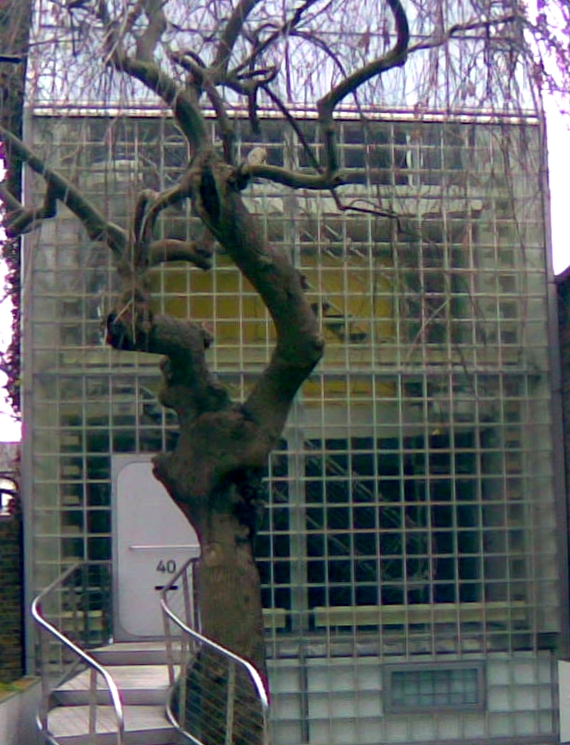
Hauer-King House v Londýně